# Laysan
Laysan (haw. Kamole, także Kauō) – wyspa koralowa leżąca w archipelagu Hawajów, w grupie Północno-Zachodnich Wysp Hawajskich. Administracyjnie należy do stanu Hawaje w Stanach Zjednoczonych. Jest bezludna.

## Geografia

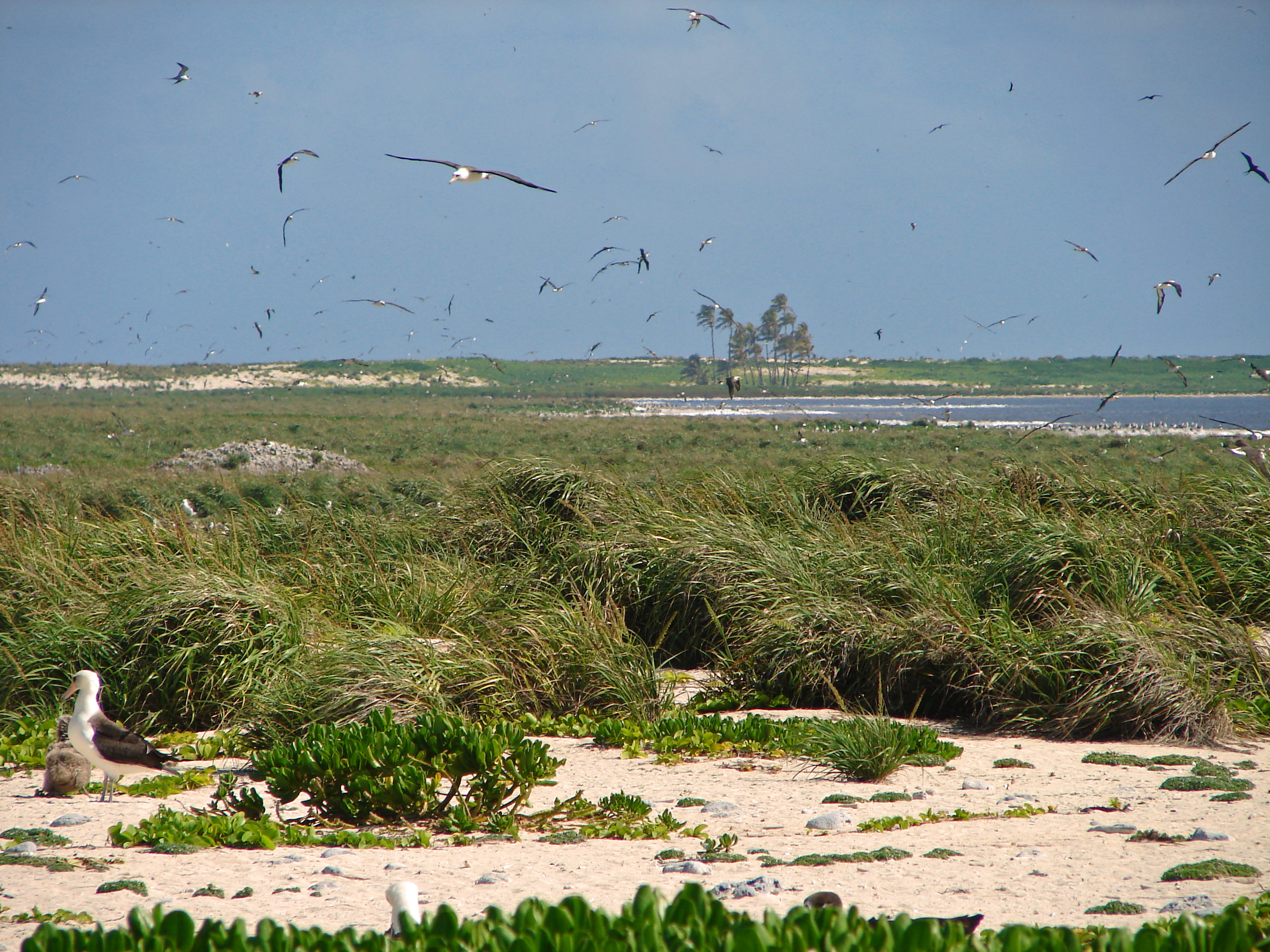
Wnętrze wyspy

Laysan to wzniesiona wyspa koralowa o powierzchni 4,14 km², drugiej co do wielkości w łańcuchu Północno-Zachodnich Wysp Hawajskich. Otacza ją platforma rafy koralowej, o powierzchni 405 km²; mały obszar płytkowodnych raf znajduje się po południowo-zachodniej stronie wyspy, większość raf Laysan znajduje się na większej głębokości. Wyspa ma maksymalne wymiary 2,86 na 1,70 km długości. Wewnątrz wyspy znajduje się pierścień wydm, otaczający centralne zagłębienie o powierzchni 0,8 km². Wypełnia je jezioro słone (hiperhalinowe) i otaczające je mułowisko, środowisko unikalne w archipelagu hawajskim i będące rzadkością na obszarze Pacyfiku (Wyspa Lisianskiego ma podobne ukształtowanie, ale nie ma tam jeziora). Jego zasolenie zmienia się od 12 do 15%, jest znacznie wyższe niż zasolenie wód oceanu, wynoszące 3,5%. Nie ma dowodów, żeby w czasach historycznych to jezioro wyschło, chociaż jego poziom waha się lekko wraz z opadami. Wbrew postawionej dawniej hipotezie nie ma dowodów, żeby jezioro w przeszłości było laguną, odciętą od oceanu; zagłębienie powstało raczej wskutek rozpuszczania podłoża.
Panuje tu klimat podzwrotnikowy, podobnie jak na głównych wyspach archipelagu. Średnio spada tu około 860 mm deszczu, choć obserwuje się dużą zmienność sezonową i między kolejnymi latami. Opady najsilniejsze są zimą, czerwiec jest szczególnie suchym miesiącem.

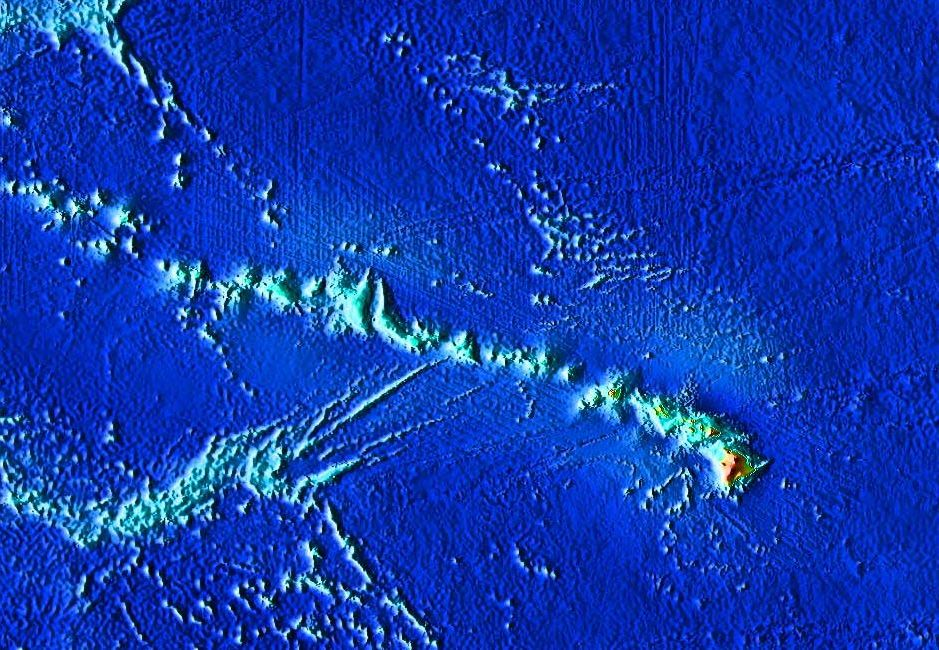
Grzbiet Hawajski: mapa ukształtowania dna morskiego

Koralowce, których szkielety utworzyły wyspę, narosły na szczycie dawnego wulkanu tarczowego, który wygasł i uległ erozji. Datowanie metodą potasowo-argonową pozwoliło stwierdzić, że wulkan był aktywny 20,7 miliona lat temu (wczesny miocen).
Laysan jest objęta ochroną prawną jako część Papahānaumokuākea Marine National Monument.

## Historia
Nie ma archeologicznych świadectw bytności ludzi na Laysan, ale badacze odnaleźli w osadach jeziornych pyłek palmy kokosowej, którą mogli sprowadzić tu rdzenni Hawajczycy. Wiek osadów jest trudny do określenia, mieści się między 3500 p.n.e. a pierwszym kontaktem z Europejczykami. Choć kokosy są w stanie przetrwać długą podróż przez ocean i mogły dotrzeć tu samoistnie, to na główne wyspy Hawajów palmy kokosowe zostały sprowadzone przez Polinezyjczyków. W tradycji ustnej zachowały się opowieści świadczące o tym, że Hawajczycy wiedzieli o istnieniu Północno-Zachodnich Wysp Hawajskich. Kulturowo były one uznawane za krainy przodków, nieprzeznaczone dla żyjących. Badacze kultury hawajskiej powiązali Laysan z nazwą Kamole, oznaczającą „korzeń palowy”, „główny, pierwotny korzeń”, „podstawa”, „źródło” lub „przyczyna”. Wyrażenie to odnosi się do czegoś, co jest mocno zakorzenione, stabilne, a także zawiera aluzję do długiej drogi, jaka dzieli korzeń od powierzchni, czy też do długiej linii przodków. Laysan to pierwszy większy ląd w archipelagu na północny zachód od French Frigate Shoals. Późniejsza hawajska nazwa Kauō oznacza „jajko”, co nawiązuje do kształtu wyspy i do wielkiej liczebności ptaków.
Wyspa została odkryta przez Amerykanów w latach 20. XIX wieku, ale nie są znane szczegóły tego zdarzenia. Prawdopodobnie pierwszy zobaczył ją wielorybnik John Briggs z New Bedford. Więcej informacji zachowało się o przybyciu na Laysan rosyjskiego żeglarza, kapitana Staniukowicza w 1828; nazwał on wyspę imieniem swojego statku, Moller. Obecna nazwa przypuszczalnie powstała wskutek pomyłki, ze zdeformowanej nazwy pobliskiej Wyspy Lisianskiego, odkrytej wcześniej przez Jurija Lisianskiego.
1 maja 1857 roku kapitan John Paty przyłączył wyspę do Królestwa Hawajów. Królestwo w 1890 wydzierżawiło ją firmie zajmującej się wydobyciem guana; wydobycie trwało tam od 1892 do 1904 roku. W tym okresie wiele statków dotarło do wyspy, a niektóre rozbiły się na jej rafach. Na wyspę zostały sprowadzone obce zwierzęta, w tym króliki, które zaczęły niszczyć jej bogatą szatę roślinną. Na Laysan pojawili się także japońscy kłusownicy, którzy zabijali gniazdujące tam ptaki, aby pozyskać ich pióra. W 1909 Stany Zjednoczone objęły ptaki ochroną, a wyspa stała się częścią Hawaiian Islands Bird Reservation. W tym samym roku na wyspie aresztowano kłusowników.

## Przyroda

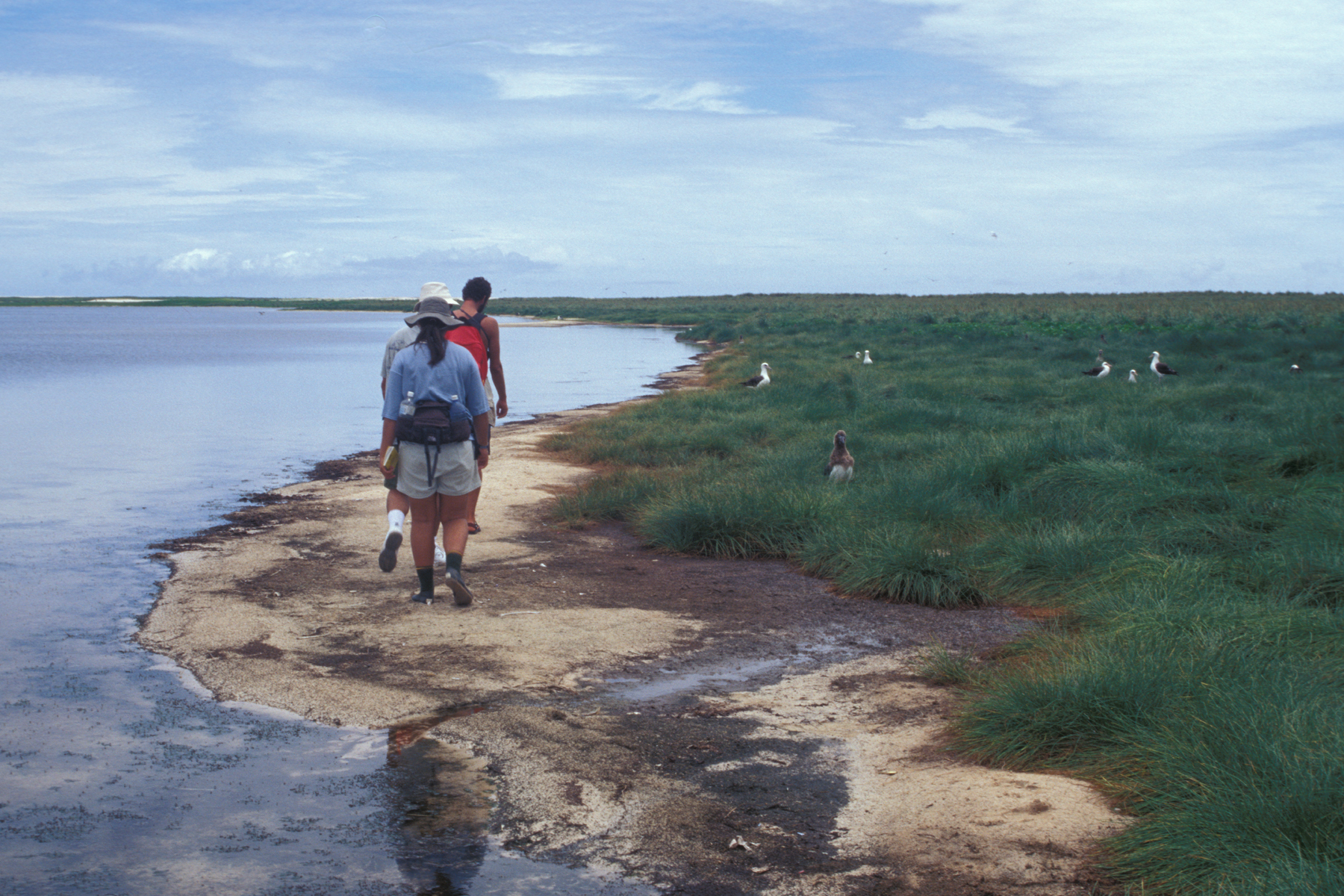
Brzeg jeziora na Laysan

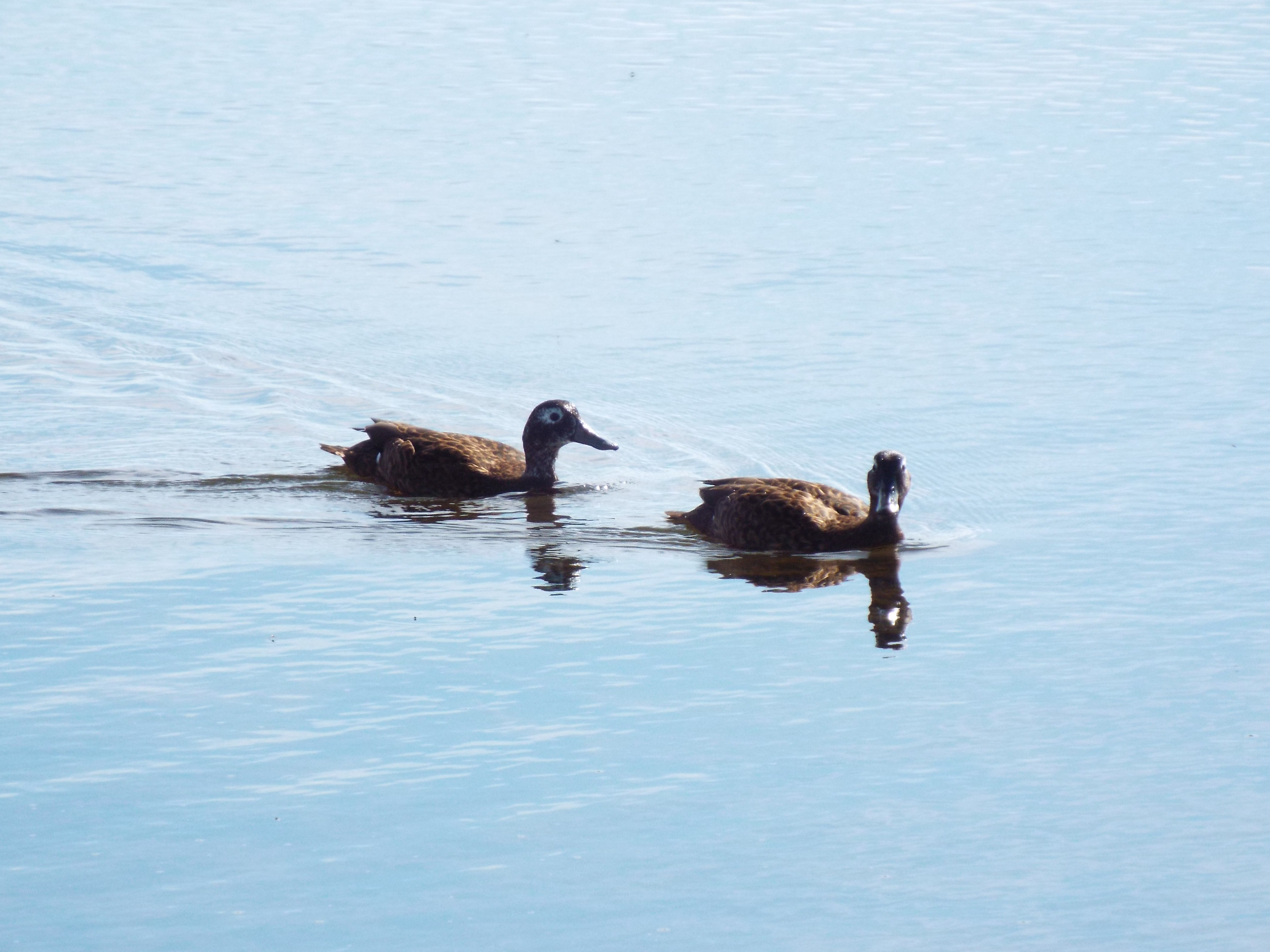
Krzyżówki białookie pływające na jeziorze we wnętrzu wyspy

Chociaż rafy Laysan są powierzchniowo najmniejsze w łańcuchu Północno-Zachodnich Wysp Hawajskich, to są miejscem życia 131 gatunków ryb rafowych i występuje tu 28 gatunków korali madreporowych. Dużą część wybrzeża tworzy wzniesiona platforma starej rafy koralowej, która tworzy strefę międzypływową bogatą w bezkręgowce, glony i narybek. Na wybrzeżach Laysan licznie spotykane są żółwie zielone i mniszki hawajskie.
Roślinność wnętrza wyspy tworzy pięć koncentrycznych pierścieni wokół jeziora: krzewy na wybrzeżu wyspy, trawy, pnącza, krzewy w głębi lądu i roślinność mokradeł. Środowisko wyspy zostało poważnie zaburzone przez wpływ człowieka. Od 1892 eksploatowano guano, dzięki łatwemu dostępowi intensywniej niż np. na Wyspie Lisianskiego; około 1903 roku introdukowane zostały króliki, a także kawie; do tego kłusownicy masowo zabijali ptaki dla ich piór. Szczególnie sprowadzenie królików okazało się katastrofalne dla szaty roślinnej i zwierząt wyspy. Jeden z badaczy ocenił, że populacja ptaków na Laysan od 1902 do 1911 zmalała około dziesięciokrotnie. W 1923 roku ekspedycja USS Tanager wytrzebiła króliki, ale stwierdziła, że z 26 znanych wcześniej gatunków roślin lądowych przetrwały tylko cztery. Spośród pięciu gatunków endemicznych ptaków lądowych wymarły trzy: hawajka szkarłatna (Himatione fratihii), karliczka hawajska (Zapornia palmeri) i trzciniak cienkodzioby (Acrocephalus familiaris familiaris).
Dzięki dwunastoletniemu planowi odtworzenia środowiska do 1998 usunięto inwazyjną trawę Cenchrus echinatus, która wcześniej porastała 30% powierzchni wyspy. Do 2020 na Laysan ponownie rosło ponad 30 gatunków roślin. Mały zagajnik palm kokosowych został posadzony w połowie XX wieku, ale istnieją paleobotaniczne dowody, że te rośliny występowały na Laysan jeszcze przed przybyciem Amerykanów i Europejczyków. Lokalny gatunek palmy z rodzaju Pritchardia wymarł przed końcem XIX wieku.
Dwa endemiczne gatunki ptaków lądowych przetrwały na Laysan: hawajka grubodzioba (Telespiza cantans) i krzyżówka białooka (Anas laysanensis). W 2011 roku na wyspę reintrodukowano trzciniaki cienkodziobe z podgatunku A. f. kingi, który przetrwał na wyspie Nihoa. Z 75 rodzimych gatunków bezkręgowców 15 to gatunki endemiczne. W jeziorze nie ma ryb, ale występują halofilne bezkręgowce i glony. Ocenia się, że obecnie na Laysan gnieżdżą się dwa miliony ptaków morskich, w tym głuptaki, fregaty, rybitwy, burzykowate, rybołówki. Znajdują się tu drugie co do wielkości na świecie kolonie albatrosów czarnonogich i albatrosów ciemnolicych. Dzięki sukcesowi akcji odtworzenia pierwotnego stanu środowiska Laysan uważa się za „klejnot koronny” Północno-Zachodnich Wysp Hawajskich.